# Batac
Batac est une municipalité de la province d'Ilocos Norte, aux Philippines. Selon le recensement de 2015 elle est peuplée de 55 201 habitants.

## Étymologie
Le nom Batac signifie « unir » en ilocano. De façon plus libre, cela renvoie à « unir ses efforts ».

## Géographie
Batac est située à l'extrémité nord-ouest de l'île de Luzon, à 11 km de la rive est de la Mer de Chine méridionale. Elle est située à 470 km de Manille et à 17 km de Laoag, la capitale provinciale.